# Gabriel Wikström
Gabriel Wikström é um político sueco, do Partido Social-Democrata.
 
Foi Ministro da Saúde e do Desporto no Governo Löfven, entre 2014 e 2017.